# Milojka Štrukelj
Milojka Štrukelj, slovenska aktivistka NOB, * 17. marec 1925, Solkan, † 27. januar 1944, Cerkno (padla v boju).
Po končani osnovni šoli se je vpisala na gimnazijo, ki jo je obiskovala v Gorici. Leta 1941 se je kot mladinska aktivistka pridružila NOB. Italijani so jo kmalu aretirali in jo odpeljali v goriške zapore, kjer je bila štiri mesece zaprta in zasliševana. Kasneje so jo premestili v rimski zapor Regina Coeli, kjer je preživela nadaljnje štiri mesece, nato pa je bila do kapitulacije Italije zaprta v različnih zaporih. Po izpustitvi se je ponovno pridružila NOB. V Cerknem je začela obiskovati partijsko šolo. 27. januarja je bila šola napadena, pri čemer je Milojka izgubila življenje. 
Po vojni so po njej poimenovali osnovno šolo, športno dvorano in ulico v Novi Gorici. Osnovna šola v Novi Gorici se je 19. junija 1962 preimenovala v Osnovno šolo Milojke Štrukelj Nova Gorica.